# John McInerney
John Edward McInerney (ur. 7 września 1957 w Liverpoolu) – brytyjski piosenkarz, wokalista zespołu Bad Boys Blue.

## Życiorys
W 1984 dołączył do zespołu Bad Boys Blue, w którym do 1986 śpiewał głównie w refrenach, towarzysząc głównemu wokaliście, Trevorowi Taylorowi. W 1987 zaśpiewał w piosence „Come Back and Stay”, która stała się wielkim przebojem. Od tego momentu coraz większa liczba piosenek była śpiewana przez McInerneya. Po odejściu Taylora w 1989 McInerney śpiewał już niemal wszystkie piosenki zespołu. W styczniu 2005 zakończył współpracę z Andrew Thomasem.
Mieszka w Polsce pod Łodzią.

## Życie prywatne
Był dwukrotnie żonaty. W latach 1985–1995 jego żoną była Yvonne z którą ma dwóch synów Ryana Nathana (ur. 1989) i Wayne’a (ur. 1992). Obecnie wokalista jest żonaty z Polką Sylwią (ur. 15 sierpień 1979) z którą ma córkę Scarlett.
Jest właścicielem kilku pubów w Kolonii.